# マデリーン・アーサー
マデリーン・アーサー（Madeleine Arthur, 1997年3月10日 - ）は、カナダ出身の女優である。